# The Wild Olive
The Wild Olive è un film muto del 1915 diretto da Oscar Apfel. Ls sceneggiatura di Elmer Harris e Oliver Morosco si basa sull'omonimo romanzo di Basil King, uscito a puntate su Harper's Monthly Magazine da febbraio a luglio 1910. Prodotto dalla Oliver Morosco Photoplay Company e dalla Hobart Bosworth Productions, il film aveva come interpreti Myrtle Stedman nel ruolo del titolo, Forrest Stanley, Mary Ruby, Charles Marriott, Edmund Lowe, Herbert Standing.

## Trama
Miriam Strange, soprannominata dallo zio "Wild Olive", scopre di essere figlia di un'indiana. Si trasferisce allora in una capanna vicino al campo dei boscaioli di Allegheny. Al campo, dove incontra Miriam, giunge Norrie Ford, che ha appena lasciato l'università dopo la laurea, per fare visita a suo zio. Quest'ultimo, un tipo violento a capo dei teppisti locali, viene accoltellato e l'arma del delitto è trovata sotto il materasso di Norrie. Questi, accusato dell'omicidio, viene condannato a morte ma riesce a fuggire. Dopo avere passato la notte nella capanna di Miriam che lo nasconde, parte per Buenos Aires, con una sua lettera di presentazione per un lavoro. Norrie, prima di lasciarla, promette di sposarla ma le sue lettere, poi, non arrivano mai alla ragazza. Al momento del suo ritorno negli Stati Uniti sotto falso nome, Norrie, per non farsi riconoscere, si è fatto crescere la barba. Dopo essersi fidanzato con Evie Wayne, la sorellastra di Miriam, la sua azienda lo invia a New York dove incontra nuovamente "Wild Olive". Lei, per salvarlo dalla vecchia accusa di omicidio, accetta di rinunciare a lui e di sposare l'avvocato Charles Conquest se dimostrerà l'innocenza di Norrie. Ma Evie, saputo del passato del giovane, rompe il fidanzamento. Nel frattempo, il vero assassino - sul suo letto di morte - confessa il delitto. Conquest, essendosi accorto che Miriam ama Norrie, la lascia libera e i due innamorati possono finalmente riabbracciarsi.

## Produzione
Il film fu prodotto in associazione dalla Oliver Morosco Photoplay Company e dalla Hobart Bosworth Productions.

## Distribuzione
Il copyright del film, richiesto da The Oliver Morosco Photoplay Co., fu registrato il 24 giugno 1915 con il numero LU5652.
Distribuito dalla Paramount Pictures, il film uscì nelle sale statunitensi il 24 giugno 1915.
Non si conoscono copie ancora esistenti della pellicola che viene considerata presumibilmente perduta.